# Karl Herlitz
Karl Georg Herlitz, född 22 oktober 1853 i Visby stadsförsamling, Gotlands län, död 3 februari 1935 i Hedvig Eleonora församling, Stockholm, var en svensk försäkringsman och kommunalpolitiker. Han var far till Nils Herlitz, Ivar Herlitz och Ingeborg Herlitz.

## Biografi
Herlitz avlade 1871 studentexamen i Uppsala, blev 1873 filosofie kandidat och 1879 juris kandidat. Efter att ha blivit vice häradshövding 1881 var han ombudsman vid Riksbankens avdelningskontor i Visby och hos Gotlands hypoteksförening 1881–1884, sekreterare i sjölagskommittén 1884–1887 och advokat i Stockholm 1885–1887. Han var 1887–1897 ombudsman i försäkrings-a.-b. Skandia och 1897–1918 dess verkställande direktör. 
Inom kommunalpolitiken var Herlitz verksam under många år; han var ledamot av sin hemorts stadsfullmäktige 1892–1915 samt 1917–1922 och därjämte ledamot av beredningsutskottet 1903–1909 och 1919–1922, av handels- och sjöfartsnämnden 1887–1902 och av egnahemskommittén 1906. Han var bankofullmäktig 1894–1895. 
Herlitz var moderat högerman, och deltog verksamt i 1912 års pansarbåtsrörelse och var styrelseledamot i Svenska pansarbåtsföreningen samt var ledamot av andra kammaren för Stockholm vid majriksdagen 1914, då han var vice ordförande i sjölagsutskottet.
Begravd på Norra begravningsplatsen i Solna kommun.